# Pickaxe Pete

Pickaxe Pete (ou Pick Axe Pete! nos Estados Unidos) é um jogo eletrônico de plataforma lançado em 1982 para Odyssey².

Pickaxe Pete é semelhante a Donkey Kong, o jogador controla um mineiro chamado Pete.
No Brasil, Pickaxe Pete foi lançado como Didi na Mina Encantada, estrelado pelo personagem Didi Mocó de Renato Aragão.